# 中志津
中志津（なかしづ）は、千葉県佐倉市の町丁。現行行政地名は中志津一丁目から中志津七丁目。郵便番号285-0843。

## 地理
西から北は上志津、東は下志津、南は上志津原に隣接している。

## 世帯数と人口
2017年（平成29年）10月31日現在の世帯数と人口は以下の通りである。
| 丁目         | 世帯数    | 人口    |
| ------------ | --------- | ------- |
| 中志津一丁目 | 759世帯   | 1,653人 |
| 中志津二丁目 | 626世帯   | 1,480人 |
| 中志津三丁目 | 605世帯   | 1,482人 |
| 中志津四丁目 | 462世帯   | 995人   |
| 中志津五丁目 | 518世帯   | 1,226人 |
| 中志津六丁目 | 519世帯   | 1,194人 |
| 中志津七丁目 | 533世帯   | 1,385人 |
| 計           | 4,022世帯 | 9,415人 |

## 小・中学校の学区
市立小・中学校に通う場合、学区は以下の通りとなる。
| 地域         | 小学校               | 中学校               |
| ------------ | -------------------- | -------------------- |
| 中志津一丁目 | 佐倉市立下志津小学校 | 佐倉市立上志津中学校 |
| 中志津二丁目 | 佐倉市立下志津小学校 | 佐倉市立上志津中学校 |
| 中志津三丁目 | 佐倉市立下志津小学校 | 佐倉市立上志津中学校 |
| 中志津四丁目 | 佐倉市立下志津小学校 | 佐倉市立上志津中学校 |
| 中志津五丁目 | 佐倉市立南志津小学校 | 佐倉市立上志津中学校 |
| 中志津六丁目 | 佐倉市立南志津小学校 | 佐倉市立上志津中学校 |
| 中志津七丁目 | 佐倉市立南志津小学校 | 佐倉市立上志津中学校 |

## 施設

### 一丁目
- 中志津一号公園
- 中志津二号公園
- 中志津十二号公園
- 干場公園
- 大山公園

### 二丁目
- 中志津十五号公園
- 大境号公園

### 三丁目
- 佐倉市八街市酒々井町消防組合消防署志津南出張所
- 佐倉警察署中志津駐在所
- 佐倉中志津郵便局
- 中志津自治会センター
- 中志津十六号公園
- 中志津十七号公園

### 四丁目
- 佐倉市立下志津小学校
- 下志津学童保育所
- 高千穂神社
- 中志津中央公園
- 中志津三号公園
- 中志津四号公園

### 五丁目
- 中志津五号公園
- 中志津六号公園

### 六丁目
- 中志津七号公園
- 中志津八号公園

### 七丁目
- 佐倉市立南志津保育園
- なかの公園
- 中志津九号公園
- 中志津十号公園
- 中志津十一号公園